# Moraña
Moraña és un municipi de la província de Pontevedra a Galícia. Pertany a la Comarca de Caldas.
| 4.975 | 4.421 | 4.810 | 4.698 | 4.281 |
| Fonts: INE i IGE (Els criteris de registre censal variaren i les dades de l'INE i de l'IGE poden no coincidir.) |       |       |       |       |

## Parròquies
Amil (San Mamede), Cosoirado (Santa María), Gargantáns (San Martiño), Lamas (Santa Cruz), Laxe (San Martiño), Rebón (San Pedro), Saiáns (San Salvador), San Lourenzo de Moraña (San Lourenzo) i Santa Xusta de Moraña (Santa Xusta).

## Moranyesos famosos
- Xesús Ferro Ruibal, teòleg, llatinista i escriptor gallec (n. 1944).